# Ximeno Cornel I
Ximeno Cornel I o Jimeno Cornel (ca. 1170-ca. 1221) fue un caballero del linaje aragonés de los Cornel. Fue un fiel servidor y consejero de los reyes Pedro II de Aragón y de su hijo Jaime I.

## Orígenes familiares
Aparece en los registros a partir del 1190. Jerónimo Zurita indica que era hijo de Pedro Cornel II. Su hermana fue Aldonza Cornel y el hijo de esta, Pedro Cornel III, era su sobrino.

## Biografía
Fue nombrado mayordomo del Reino de Aragón en tiempo del rey Pedro II de Aragón. Luchó en la batalla de Las Navas de Tolosa y en la batalla de Muret. Muerto el rey, formó parte de la embajada enviada a Roma para reclamar al papa Inocencio III la restitución del infante Jaime, el futuro rey Jaime I de Aragón, que se encontraba en manos del conde Simón IV de Montfort. El 1216 participó en la conjura de Monzón para sacar al infante Jaime del castillo de Monzón. En 1218 fue nombrado consejero real de Jaime I.